# The Madcap Laughs
The Madcap Laughs är Syd Barretts debutalbum som soloartist. Det lanserades i januari 1970 på Harvest Records. Albumet spelades in vid olika tillfällen mellan maj 1968 och augusti 1969, och krediterar fem olika producenter, Barrett själv inräknad. Några av spåren producerades av Barretts gamla Pink Floyd-kollegor David Gilmour (som också spelar bas på flera spår) och Roger Waters. En notabel gästmusiker är trummisen Robert Wyatt från Soft Machine. Albumomslaget designades av Hipgnosis och Mick Rock tog fotografiet på framsidan.
Skivan listnoterades under en vecka i Storbritannien 1970, och även i USA 1974 i en dubbelutgåva där Syd Barretts andra studioalbum Barrett ingick. Låten "Octopus" släpptes som singel från abumet.

## Låtlista
1. "Terrapin" - 5:04
2. "No Good Trying" - 3:26
3. "Love You" - 2:30
4. "No Man's Land" - 3:03
5. "Dark Globe" - 2:02
6. "Here I Go" - 3:11
7. "Octopus" - 3:47
8. "Golden Hair" - 1:59
9. "Long Gone" - 2:50
10. "She Took A Long Cold Look" - 1:55
11. "Feel" - 2:17
12. "If It's In You" - 2:26
13. "Late Night" - :10

## Listplaceringar
- Billboard 200, USA: #163 (1974)[1]
- UK Albums Chart, Storbritannien: #40[2]